# Southern Air

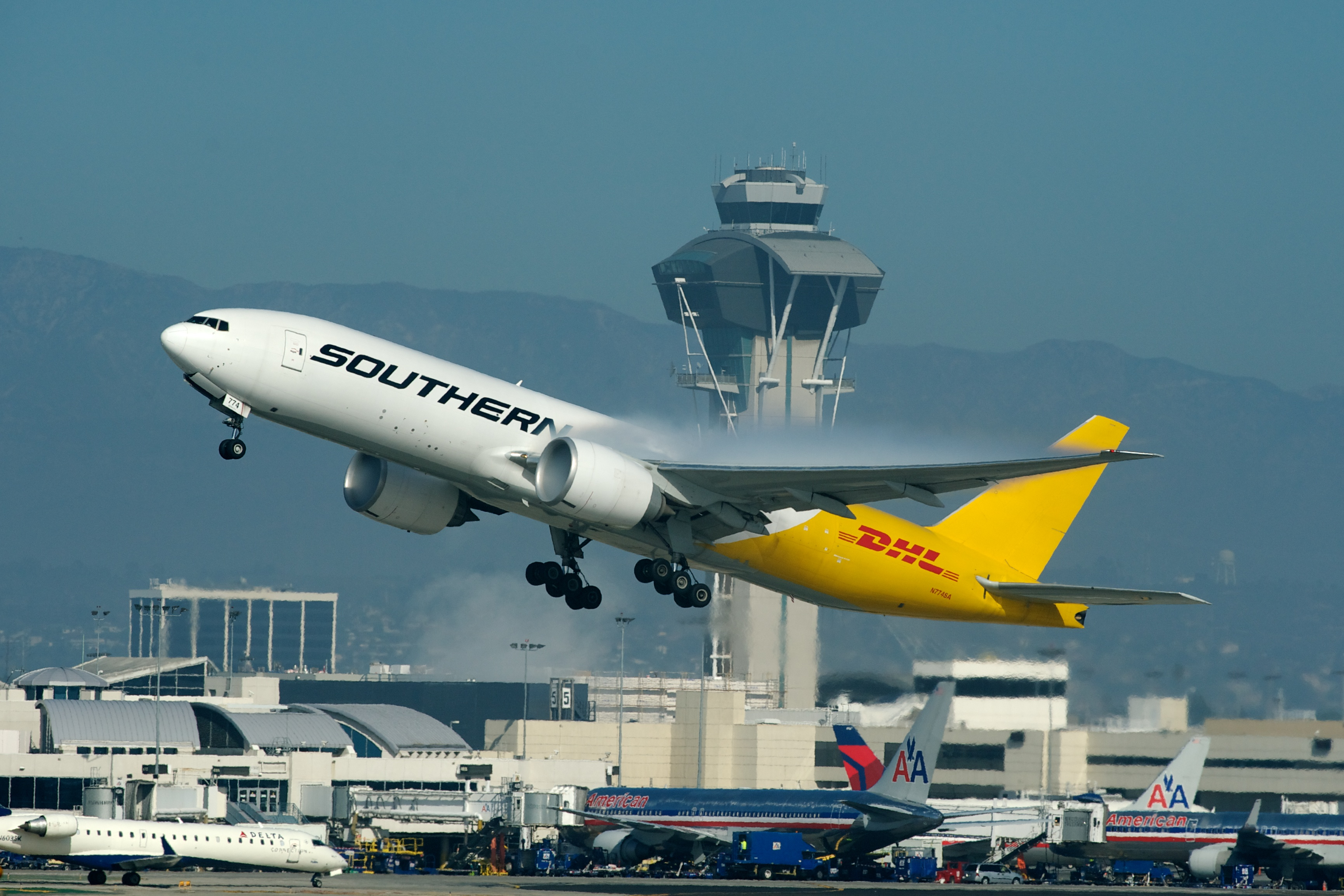
Boeing 777F de Southern Air

Southern Air Inc. fue una aerolínea de carga con sede en Norwalk, Connecticut.
Su base principal era el Aeropuerto Internacional Ted Stevens Anchorage.

## Flota
| Aeronaves       | En servicio | Órdenes | Notas |
| --------------- | ----------- | ------- | ----- |
| Boeing 737-800F | 8           | -       |       |
| Boeing 777F     | 9           | -       |       |
| Total           | 17          | —       |       |

La flota de la aerolínea posee a diciembre de 2020 una edad media de 12.2 años.